# Pont François-Mitterrand (Bordeaux)
Pour les articles homonymes, voir Pont François-Mitterrand.
Le pont François-Mitterrand (pont d'Arcins de 1993 à 1997) est un pont autoroutier franchissant la Garonne et qui a permis à son ouverture en 1993, l’achèvement de la rocade de Bordeaux.

## Construction
Les travaux de construction ont débuté en mars 1992.

## Inauguration
Alors nommé pont d'Arcins en raison de sa proximité avec l'île d'Arcins, l'ouvrage est inauguré le 7 décembre 1993 par le président de la République de l'époque, François Mitterrand. En plus de finir le contournement de l'agglomération, ce pont permet d'alléger le trafic sur le pont d'Aquitaine, l'autre pont de la rocade situé lui au nord de l’agglomération.

## Évolutions
En 1997, le pont est rebaptisé François-Mitterrand en hommage à l'ancien président qui l'avait inauguré et qui est décédé l'année précédente.

## Piste cyclable
Une piste cyclable à double sens était aménagée sur le côté sud du pont.
Par délibération du 22 janvier 2016, la Métropole de Bordeaux envisageait de la supprimer pour mettre en place une troisième voie de circulation destinée à éviter les bouchons.
Malgré l'opposition de l’association Vélo-Cité de Bordeaux membre de la Fédération française des usagers de la bicyclette la piste cyclable a été supprimée en 2018.